# Carlos Alhinho
Carlos Alhinho est un footballeur puis entraîneur portugais, né le 10 janvier 1949 à São Vicente au Cap-Vert et mort le 31 mai 2008 à Benguela en Angola. Il possède également la nationalité capverdienne. Il évolue au poste de défenseur central de la fin des années 1960 au milieu des années 1980.
Formé à l'Académica de Coimbra, il rejoint le Sporting CP avec qui il remporte le championnat du Portugal en 1974 et deux Coupes du Portugal en 1973 et 1974. Il joue ensuite notamment au FC Porto, au Benfica Lisbonne avec qui il gagne deux autres titres de champion en 1977 et 1981. Il termine sa carrière professionnelle au SC Farense en 1984. Il compte 15 sélections en équipe du Portugal.
Devenu entraîneur, il dirige de nombreux clubs portugais ainsi que les sélections du Cap-Vert et de l'Angola qu'il qualifie pour la première fois à une phase finale de la Coupe d'Afrique des nations.
Frère de l'international portugais espoir Alexandre Alhinho, il est un des athlètes du XXe siècle du Cap-Vert pour le CIO.

## Biographie

### Joueur
Carlos Alhinho nait le 10 janvier 1949 à São Vicente au Cap-Vert. Il commence le football à l'Académica Mindelo en 1963 puis, rejoint le Portugal pour continuer ses études et intègre les rangs juniors de Académica de Coimbra en 1965. Il fait ses débuts professionnels au sein de cette équipe lors de la saison 1968-69. Il dispute 14 rencontres lors de cette saison que le club termine à la sixième place. En 1973, le club termine quinzième du championnat et se retrouve relégué en division 2.
Carlos Alhinho rejoint alors le Sporting Clube de Portugal et remporte avec ses coéquipiers la Coupe du Portugal en fin de saison. L'année suivante, les joueurs du Sporting remportent le championnat et réalisent le doublé en gagnant de nouveau la Coupe. La même saison, le 28 mars 1973, il fait ses débuts en sélection portugaise lors d'une rencontre face à l'Irlande du Nord comptant pour les éliminatoires de la Coupe du monde 1974. Les deux équipes se séparent sur un match nul un partout. Après une troisième place en championnat en 1974-1975, Carlos Alhinho est transféré à l'Atlético de Madrid mais en raison d'une visite médicale non concluante,, il est de nouveau transféré en septembre au FC Porto.
Après une saison seulement au FC Porto, il souhaite rejoindre le Betis Balompié mais là encore le transfert ne se fait pas en raison du nombre limité d'étrangers pour les clubs espagnols. Il signe au Benfica et remporte le championnat en 1976-77. Après une saison avec ce club, il rejoint le club belge du RWD Molenbeek, mais cette expérience en Belgique s'avère un échec et, la saison suivante, retourne au Benfica où il termine, avec ses coéquipiers, vice-champion à un point derrière le FC Porto.
En cours de saison 1979, il est prêté aux New England Tea Men (en) en North American Soccer League. Carlos Alhinho retourne ensuite au Portugal et évolue jusqu'en 1981 au Benfica. Il signe, en 1981, au Portimonense SC et connaît le 5 mai 1982 sa dernière sélection en équipe du Portugal lors d'une rencontre amicale face au Brésil perdue trois à un. Il termine sa carrière professionnelle au SC Farense  en 1984.

### Entraîneur
Carlons Alhinho commence alors une carrière d'entraîneur et dirige le Lusitano Évora, club de division 2 en 1984 puis, la saison suivante, la sélection du Cap-Vert. En 1986, il prend en charge l'Académico Viseu qu'il parvient à faire remonter en division 1 en 1988. Le club remporte le groupe centre puis termine vice-champion derrière le FC Famalicão et il reçoit le titre de meilleur entraîneur de l’année du championnat. La saison suivante, il est demis de ses fonctions au bout de huit journées. Il devient en juin 1989 l'entraîneur du FC Penafiel mais est remercié au bout de six journées.
Après une saison à Portimonense SC, il revient en 1991 à l'Académico Viseu mais ne peut éviter la descente du club en troisième division. Après une saison sans club, il devient sélectionneur de l’Angola et reconstruit l'équipe en s'appuyant sur les joueurs portugais ayant la double nationalité. Premier du groupe 6, l'équipe nationale se qualifie pour la première fois en Coupe d'Afrique des nations. L'équipe termine ensuite dernière du groupe A de la phase finale avec un seul point marqué. Il quitte son poste en 1997 à la suite de différends avec la fédération.
Il rejoint alors les FAR Rabat pour une saison puis le club angolais de l'Atlético Aviação. En 2000, il redevient sélectionneur national de l'Angola, il ne reste que peu de temps en poste et est licencié à la suite d'une série de mauvais résultats. En novembre 2001, il rejoint le CD Badajoz où il remplace Juanjo Díaz à la 10e journée du championnat. Après la 35e journée du championnat alors que le club est quatorzième, il est remplacé par Rodri.
Après une saison en 2002-2003 avec Al Ahli SC où il est élu meilleur entraîneur du championnat, il est recruté par le Qatar SC mais est licencié une semaine avant le début du championnat. En janvier 2004, il prend la succession du belge Walter Meeuws à Al Ittihad, son action à la tête de l'équipe ne dure que trois mois et il est remplacé en mars. Il s'engage en 2005 avec Al Muharraq Club puis en octobre, il devient entraîneur du Petro Luanda jusqu'en avril 2006. Il redevient entraîneur en juillet 2007 en prenant en main Al Qadisiyah, club du championnat d'Arabie saoudite. Après un seul point en cinq journées, il est remercié par la direction du club début octobre 2007
Il meurt le 31 mai 2008, à Benguela dans un accident d'ascenseur, il tombe du sixième étage sur le toit de la cabine qui était resté au rez-de-chaussée. Fondateur d'une fondation pour la jeunesse et d'une académie de football à São Vicente, celle-ci est une filiale du Benfica.

## Palmarès
Carlos Alhinho dispute 337 rencontres pour 17 buts marqués en championnat du Portugal. Sous les couleurs du Sporting CP, il remporte le championnat du Portugal en 1974 et deux Coupes du Portugal en 1973 et 1974. Avec le FC Porto, il termine vice-champion du Portugal en 1975. Sous les couleurs du Benfica Lisbonne, il gagne deux autres titres de champion en 1977 et 1981, il est également vice-champion en 1979.
Il compte 15 sélections avec l'équipe du Portugal de 1973 à 1982, il est également sélectionné à trois reprises en B et deux en espoir.
Comme entraîneur, il termine vice-champion de division 2 portugaise en 1988 avec l'Académico Viseu, il est élu meilleur entraîneur de la saison. Avec Al Ahli SC, il reçoit la même distinction en 2002.
Il est élu meilleur entraîneur de deuxième division portugaise en 1988. Il est un des athlètes du XXe siècle du Cap-Vert pour le CIO.